# شرح نقائض جرير والفرزدق
شرح نقائض جرير والفرزدق كتاب لأخبار العرب في العصر الجاهلي قبل الإسلام، وهو أشهر مؤلفات أبو عبيدة معمر بن المثنى (110 هـ - 209 هـ)، وهو يعنى بذكر أبيات الشاعرين الفرزدق وجرير وشرحها وذكر النقائض بينهما، وقد عاش الشاعران في القرن الأول الهجري وعقداً من القرن الثاني الهجري ولهما ديوان ضخم ذكروا فيه أنساب العرب وأخبارها في الجاهلية والإسلام، وقد ذكر فيه أبو عبيدة الكثير من معارف العرب وسننهم الإجتماعية قبل الإسلام، وشرح أمثالهم وعاداتهم.
طبع كتاب شرح نقائض جرير والفرزدق لأول مرة في مطبعة بريل في مدينة لايدن في هولندا وذلك في عام 1905م على يد المستشرق البريطاني أنتوني آشلي بيفان ووقع الكتاب في ثلاثة مجلدات كبيرة، ويشمل أكثر من 1730 صفحة. وفي عام 1935م قام عبد المنعم الصاوي بإعادة طباعة الكتاب معتمداً على نسخة بيفان بعد أن جردها من الفهارس والحواشي، ثم قام الكاتب العراقي قاسم محمد الرجب بطباعة الكتاب في بغداد عام 1958م وبقيت طبعة بيفان هي النسخة الرئيسية التي إعتمدها الباحثين حتى يومنا هذا.

## أيام العرب
جاء في كتاب شرح نقائض جرير والفرزدق ذكر أكثر من ثلاثين يوماً من أيام العرب في العصر الجاهلي وهي:
يوم داحس والغبراء، يوم ذي نجب، يوم ذي قار، يوم النساء، يوم الوقيط، يوم الغبيط، يوم الفروقين، يوم الكلاب الأول، يوم الأياد وهو يوم العظالي، يوم الأفاقة، ويوم أعشاش، ويوم مليحة، ويوم أوارة، ويوم أقرن، ويوم ذي طلوح وهو يوم الصمد، ويوم فيف الريح، ويوم قشاوة، ويوم ذات كهف وهو يوم خزاز، ويوم الزخيخ، ويوم ذات طخفة، ويوم جدود، ويوم الكلاب الثاني، ويوم نقا الحسن، ويوم الصرائم، ويوم هراميت، ويوم نجران، ويوم عبيد الله بن زياد بن أبيه، ويوم أعيار وهو يوم النقيعة، ويوم الوتدات، ويوم الشعب وهو يوم جبلة، ويوم إراب، ويوم النباج وثيتل، ويوم تياس.